# Róbert Zimonyi
Róbert Zimonyi (født 18. april 1918 i Sárvár, Ungarn, død 2. februar 2004 i Miami, USA) var en ungarsk/amerikansk roer og olympisk guldvinder.

## Rokarriere
Zimonyi var styrmanden og var med i den ungarske toer med styrmand sammen med Antal Szendey og Béla Zsitnik ved OL 1948 i London. De blev sidst i deres indledende heat, men vandt derpå deres opsamlingsheat, hvilket bragte dem i finalen. Her var danskerne hurtigst og vandt guld, mens italienerne fik sølv foran ungarerne, der dermed fik bronze. Han var også styrmand i den ungarske firer med styrmand ved legene; denne båd nåede semifinalen.
Han deltog også i OL 1952 i Helsinki, hvor han var med i toeren med styrmand samt i otteren, der begge nåede semifinalen. Han skulle også have været med til OL 1956 i Melbourne, men efter opstanden i Ungarn og den russiske invasion sendte landet kun få roere til OL. Kort herefter emigrerede han til USA og blev amerikansk statsborger.
I sit nye land fortsatte Zimonyi karrieren og var ved OL 1964 i Tokyo styrmand i den amerikanske otter, der havde revanche til gode efter ikke at have vundet medalje ved OL 1960 i Rom; det var første OL, det ikke var blevet til amerikansk guld i disciplinen. Amerikanerne blev toer i indledende heat efter tyskerne, men vandt derpå sit opsamlingsheat og var i finalen. Her var amerikanerne overlegne og vandt med et forspring på mere end fem sekunder, mens tyskerne fik sølv og tjekkoslovakkerne bronze. Amerikanerne deltog derpå i EM i roning i 1965, hvor de blev nummer tre i otteren, og Zimonyi var desuden med i den amerikanske firer med styrmand ved de panamerikanske lege i 1967, hvor det blev til guldmedalje.

## OL-medaljer
- 1964:  Guld i otter
- 1948:  Bronze i toer med styrmand